# Ulrich Komm
Ulrich Komm (* 18. Januar 1913 in Rheinswein, Masuren; † 1986) war ein deutschsprachiger Schriftsteller, der durch die Schilderung von Jagd- und Seeabenteuern bekannt wurde.

## Leben
Nach Abschluss der Oberrealschule in Bischofsburg (Ostpreußen) und einer Lehre in der Forstwirtschaft bestand Komm die Prüfung zum Revierförster. Im Zweiten Weltkrieg führte er 1943 als Chef eine Kompanie der berüchtigten Strafdivision 999. Er geriet in Griechenland in britische Gefangenschaft, aus der er 1948 in die Sowjetische Besatzungszone entlassen wurde.
Komm war eine Zeit lang als Hilfsarbeiter tätig, wurde dann aber wieder in der Forstwirtschaft als Instrukteur und Sachbearbeiter im Kreis Perleberg eingesetzt. Nach einem Literaturstudium am Johannes-R.-Becher-Institut in Leipzig von 1956 bis 1958 ließ er sich als freier Schriftsteller zuletzt in dem kleinen Ort Groß Ridsenow im Landkreis Rostock nieder.
Als seine größte schriftstellerische Leistung gilt der autobiografisch geprägte Roman Im Frühlicht, in dem er seine Zeit als Kompaniechef seiner Strafeinheit schildert.

## Werke
Komms Debütroman Im Frühlicht erschien im Verlag der Nation, seine folgenden Werke bis 1963 im Petermänken-Verlag und danach im Militärverlag der DDR.
- Im Frühlicht (1957)
- Das Waldgespenst (1959)
- In Wald und Moor (1960, zusammen mit Wolfgang Zeiske)
- Der Chan der hohen Berge (1962)
- Das Haus in den Drakensbergen (1963)
- Zwischen den Fronten (1963)
- Sturmfahrt (1964)
- Mit Breitseite und Enterbeil (1970)
- Standgericht im Walde (1972)
- Feuer vor Kap Arkona (1972)
- Der Admiral der Sieben Provinzen (1977)
- Forscher auf Piratenkurs (1981)